# Венявский, Адам Тадеуш
Адам Тадеуш Венявский (пол. Adam Tadeusz Wieniawski; 27 ноября 1876, Варшава — 27 апреля 1950, Быдгощ) — польский композитор и музыкальный педагог. Сын Александра Венявского, который был братом-близнецом Юзефа Венявского. Племянник также Генрика и Юлиана Венявских.

## Биография

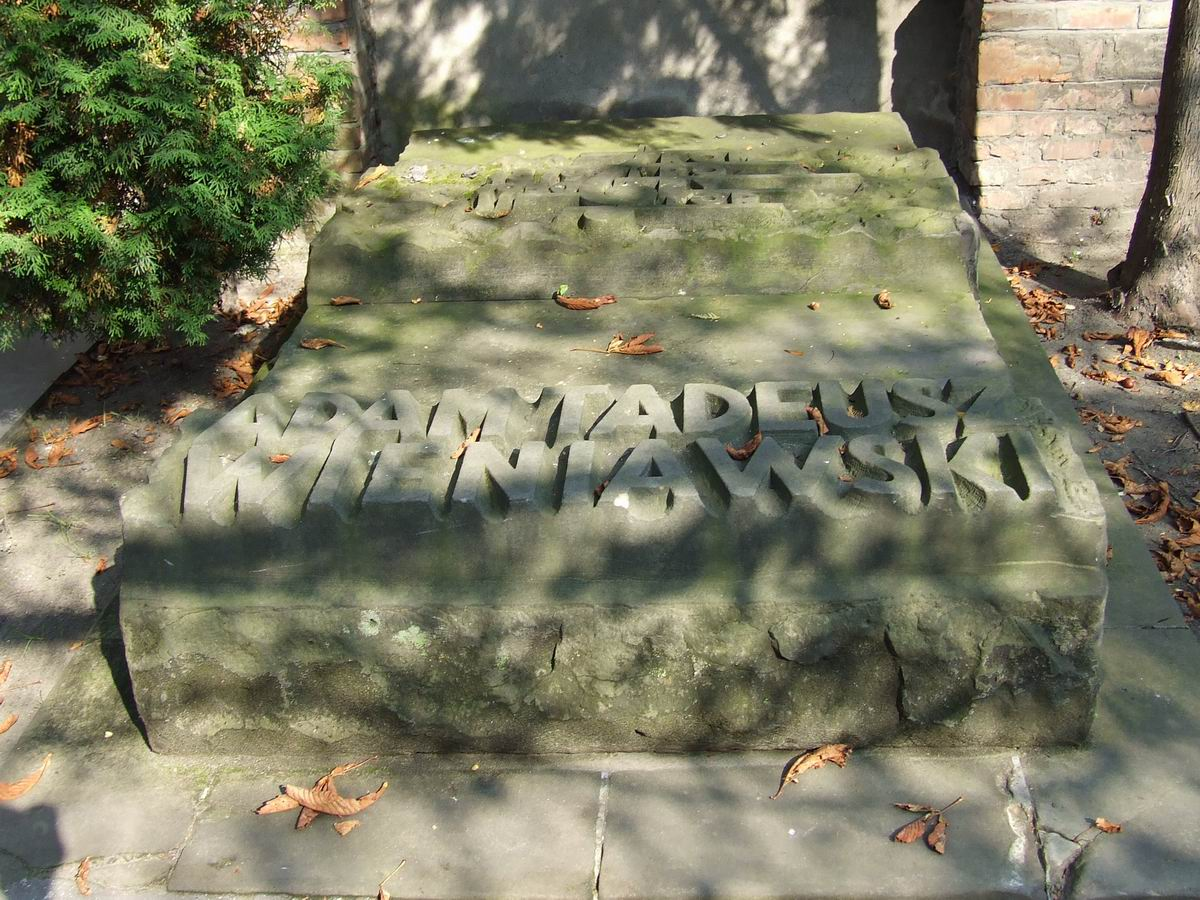
Могила Адама Тадеуша Венявского на кладбище Старые Повонзки

Учился в Варшаве у Зыгмунта Носковского (фортепиано) и Генрика Мельцера-Щавиньского (композиция), затем в Париже у Венсана д’Энди и Габриэля Форе.
В 1928 году возглавил Варшавское музыкальное общество и работавшую под его патронатом Высшую школу музыки имени Фридерика Шопена, успешно конкурировавшую с Варшавской консерваторией. С 1932 года — председатель Союза польских композиторов. В 1935 году основал Международный конкурс скрипачей имени Генрика Венявского и стал первым председателем его жюри. был председателем жюри на Втором (1932) и Третьем (1937) Конкурсах пианистов имени Шопена.

## Некоторые сочинения
Оперы
- «Мегаэ», лирическая легенда на основе старинной японской сказки (пол. Megaë, 2 действия, либретто M. Synnestredt и композитора), первая постановка: Варшава, 28 декабря 1912 (оркестрована заново в 1947 году)
- «Зофка», комическая опера (пол. Zofka, 3 действия), 1923
- «Освобождённый», лирическая драма (пол. Wyzwolony, 1 действие; либретто композитора по пьесе Вилье де Лиль-Адана «Побег»), первая постановка: Варшава, 5 июля 1928)
- «Король-любовник», музыкальная комедия (пол. Król kochanek, 5 сцен; либретто W. Fabry), первая постановка: Варшава, 19 марта 1931

Балеты
- «Лалита» (пол. Lalita, 8 сцен, C. Jelenty), 1922
- «Актея в Иерусалиме» (пол. Aktea w Jerozolimie, 4 сцены) фрагмент поставлен в Варшаве 4 июня 1927)

Симфоническая музыка и концерты
- «Сказочки» (пол. Bajeczki), симфониетта
- 8 симфонических поэм
- концертино для фортепиано с оркестром

Музыка к фильмам
- Страшный двор  (пол. Straszny dwór, 1936, режиссёр Леонард Бучковский (по опере Монюшко).

Прочее
- 2 струнных квартета
- 12 простых пьес (пол. 12 łatwych utworow) для фортепиано (1945)
- «Маленький триптих» (пол. Mały tryptyk) для фортепиано (1946)
- Песни для голоса с фортепиано и оркестром, в том числе обработки польских народных песен